# Walter Georg Kühne
Walter Georg Kühne (Berlino, 26 febbraio 1911 – 16 marzo 1991) è stato un paleontologo tedesco.
Nel 1958 fondò a Berlino l'Institut für Paläontologie alla Freie Universität Berlin.
È conosciuto come il "leggendario indagatore dei mammiferi mesozoici".
I suoi studi si concentrarono in particolar modo sulla microfauna mesozoica. Cercò infatti di portare alla luce la storia più antica dell'evoluzione dei Mammiferi, che fino agli anni '60 era quasi sconosciuta. Prima di lui, i ritrovamenti di specie di piccole dimensioni nei depositi continentali mesozoici, come i mammiferi arcaici, erano sempre stati per lo più casuali. 
I suoi sforzi si concentrarono maggiormente in scavi nelle miniere di lignite che egli considerava come depositi preferenziali per i resti di vertebrati terrestri. In particolar modo credeva, a ragione, di poter rinvenire fossili meglio conservati che in altri giacimenti, come i riempimenti di fessure.
Grazie ai suoi sforzi poterono essere descritte nuove specie che furono interpretate come i mammiferi più primitivi come Morganucodon o il Kuehneotherium, e ancora il rettile Oligokyphus, dalle caratteristiche vicine ai mammiferi.
Fu il primo a scoprire l'immenso patrimonio paleontologico della famosa miniera di lignite Guimarrota in Portogallo e ad avviare scavi metodologici e accurati nella zona.